# The Racer (Kings Island)
The Racer is een houten tweelingachtbaan in Kings Island, Cincinnati, Ohio. The Racer had het record van snelste achtbaan ter wereld in de jaren zeventig.

## Lay-out

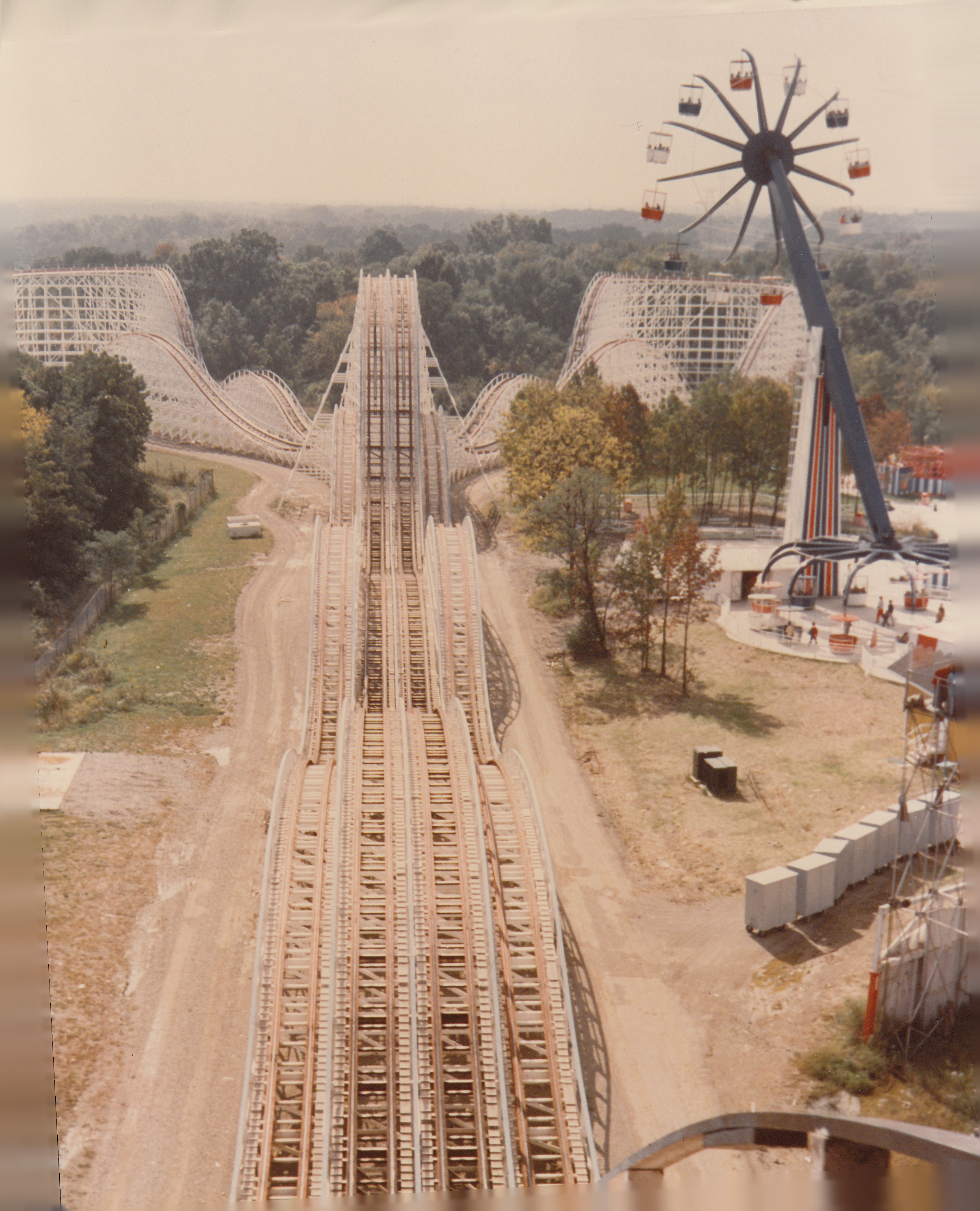
The Racer in zijn openingsjaar 1972

The Racer zijn twee gespiegelde heen-en-terugachtbanen naast elkaar. Tot aan 1982 zaten de bezoekers met hun hoofd naar voren in de achtbaan. In 1982 werden de treinen op de rechterbaan omgekeerd, waardoor de bezoekers nu achterstevoren reden. Dit werd gedaan om de bezoekers te kunnen compenseren voor The Bat, die door problemen vaak buiten werking was. Deze verandering zou voor één jaar zijn, maar door de hoge populariteit is dit zo gehouden tot in 2008 werden de treinen op de rechterbaan weer gedraaid, waardoor iedereen weer met het hoofd naar voren zat. Door deze verandering hebben de aparte banen een eigen naam gekregen: Red Racer en Blue Racer. The Racer was ook herkenbaar met zijn verschijning in The Brady Bunch, The Cincinnati Kids (seizoen 5, aflevering 106).

## Trivia
The Racer is een van de vier houten achtbanen in Kings Island. De andere drie zijn The Beast, Mystic Timbers en Woodstock Express. Met de vier houten achtbanen is Kings Island gedeeld recordhouder, samen met Pleasure Beach Resort (Big Dipper, Nickelodeon Streak, Blue Flyer en Grand National), Six Flags Great America (American Eagle, Viper, Little Dipper en Goliath) en Mount Olympus Water & Theme Park (Hades 360, Zeus, Cyclops en Pegasus).

The Racer staat in het themagebied Coney Mall. The Racer maakte een begin aan de tweede opmars van houten achtbanen.

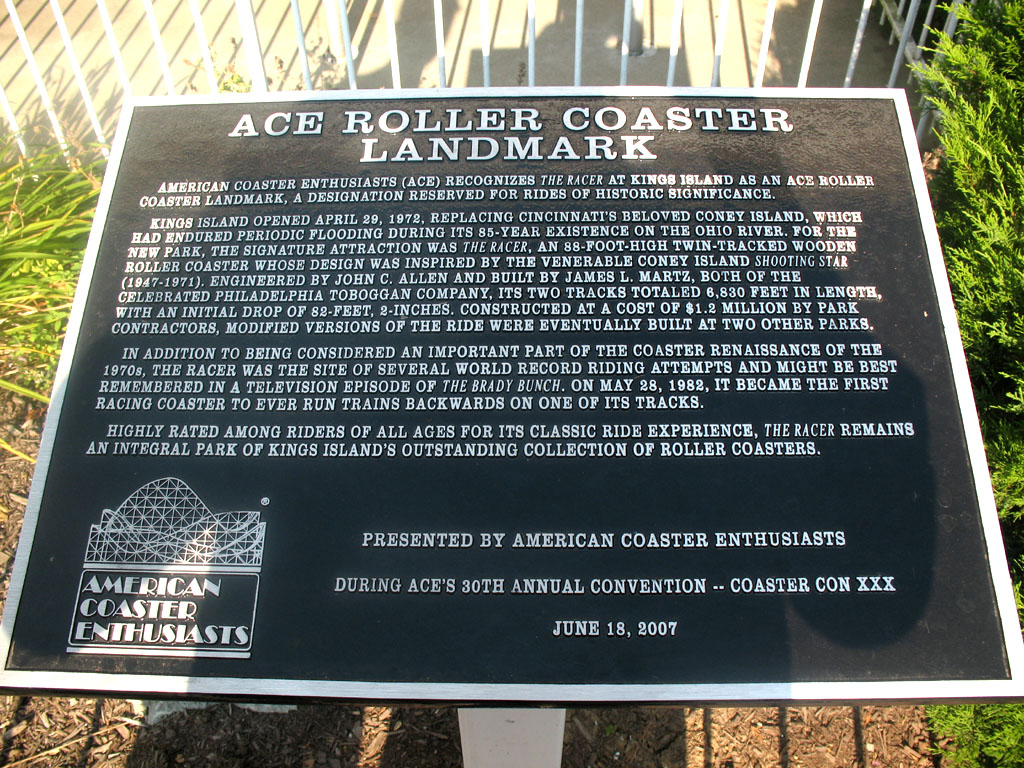
ACE Coaster Landmark Award net buiten het station

Don Helbig (Cincinnati, Ohio, 1962) houdt het wereldrecord achtbaanrijden. Hij had in 2021 meer dan 12.000 keer op The Racer plaatsgenomen.
Op 18 juni 2007 kreeg The Racer een Landmark Award van de American Coaster Enthusiasts tijdens hun 30e bijeenkomst in Kings Island.

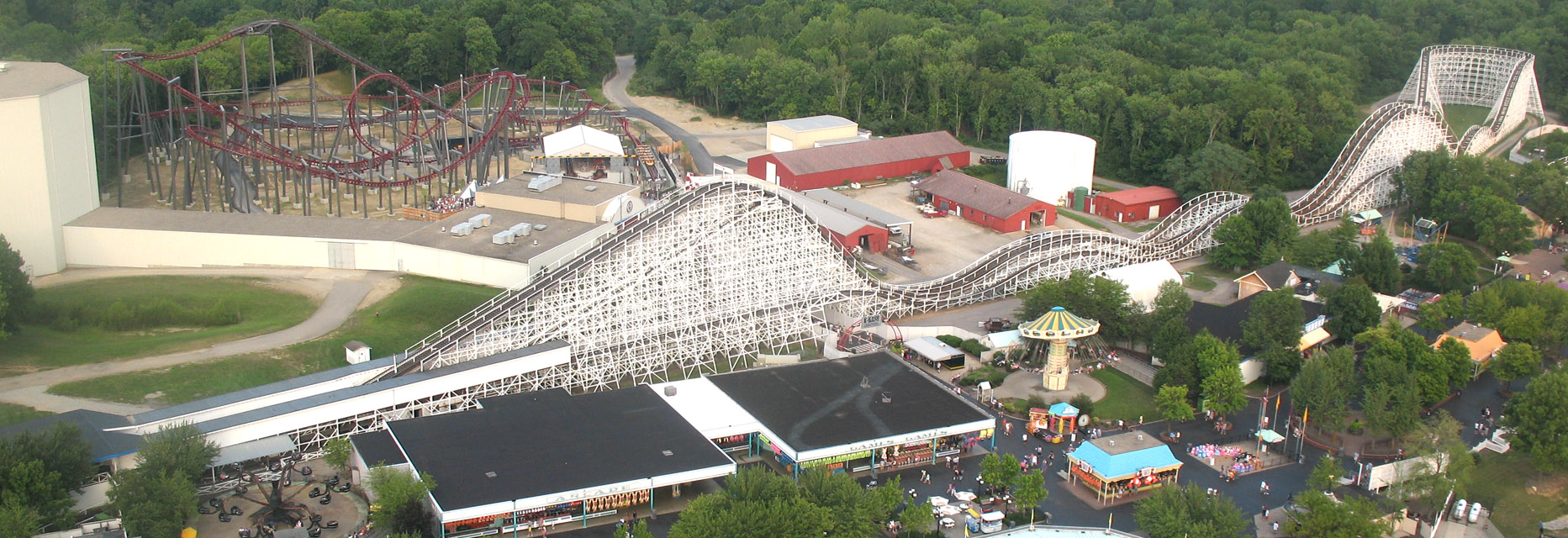
Overzichtsfoto van The Racer vanuit de replica van de Eiffeltoren

Huidig: 
Adventure Express ·
Backlot Stunt Coaster ·
Banshee ·
The Bat ·
Diamondback ·
Flight of Fear ·
Great Pumpkin Coaster ·
Invertigo ·
Mystic Timbers ·
Orion ·
Snoopy's Soap Box Racers ·
The Beast ·
The Racer · 
Woodstock Express ·
Woodstock’s Air Rail
Verdwenen: 
Bat ·
Bavarian Beetle ·
Demon ·
Firehawk ·
King Cobra ·
Scooby's Ghoster Coaster ·
Son of Beast ·
Vortex